# Patrik Sjöberg
Jan Niklas Patrik Sjöberg, född 5 januari 1965 i Högsbo församling i Göteborg, är en svensk före detta friidrottare och höjdhoppare.
Sjöberg har sedan 1987 det svenska och europeiska rekordet i höjdhopp med ett hopp på 2,42 meter, vilket vid den tiden även var gällande världsrekord. Resultatet är det tredje bästa genom tiderna efter Mutaz Essa Barshim (2,43) och kubanen Javier Sotomayor (2,45). Utöver sitt Europarekord är Sjöberg också innehavare av det svenska inomhusrekordet på 2,41 meter.
Sjöberg blev världsmästare i Rom 1987 och han har också tre OS-medaljer. Han vann silver 1984, brons 1988, silver 1992 och är därmed, jämte Mutaz Essa Barshim, en av två manliga höjdhoppare med tre medaljer från olympiska spel. Han har dessutom vunnit inomhus-VM en gång och inomhus-EM fyra gånger.
Patrik Sjöberg tilldelades i november 1985 Svenska Dagbladets guldmedalj för "den serie bragder hela hans fantastiska säsong inneburit, med vinst i EM och VM inomhus samt Världscupen som höjdpunkter".
Efter sin avslutade idrottskarriär har Sjöberg engagerat sig i att förhindra sexuella övergrepp mot barn. Tillsammans med Sara Nilsson grundade han 2021 föreningen Dumpen som arbetar med denna fråga.

## Idrottskarriär
| 1981 | Första SM-guldet utomhus (2,18 meter). |
| 1982 | Första inomhus-SM-guldet (2,22 meter). Utomhus satte Sjöberg nytt svenskt rekord tre gånger. Den 29 maj hoppade han 2,24 meter i Stockholm, och slog därmed Rune Alméns gamla rekord på med 1 cm. Den 19 juni hoppade han 2,25 meter i Lausanne, och den 27 juni i Sotkamo förbättrade han sitt svenska rekord ytterligare till 2,26 meter. Senare detta år förlorade han dock rekordet till Thomas Eriksson som hoppade 2,27 meter. Sjöberg vann detta år SM på 2,24 meter. |
| 1983 | Även 1983 slog Sjöberg det svenska rekordet utomhus tre gånger. Första gången var den 4 juli då han i Stockholm hoppade 2,28 meter. Den 9 juli i Oslo förbättrade han sedan sitt rekord ytterligare två gånger, först till 2,30 meter och sedan till 2,33 meter. SM vann han detta år på 2,21 meter. Han deltog också i VM detta år där han kom elva på 2,23 meter. |
| 1984 | Under de olympiska spelen 1984 i Los Angeles tog Sjöberg silvermedalj med ett hopp på 2,33 meter (västtysken Dietmar Mögenburg vann guldet på 2,35 meter). |
| 1985 | Under inomhussäsongen 1985 hoppade Sjöberg 2,38 meter i Väst-Berlin den 22 februari och slog därmed västtysken Carlo Thränhardts världsrekord från 1984 med en cm. Två dagar senare förlorade han dock detta rekord till Dietmar Mögenburg från Västtyskland som hoppade 2,39 meter. Sjöberg vann detta år både inomhus-VM i Paris (2,32 meter) och inomhus-EM i Aten (2,35 meter). Utomhus förbättrade han sitt svenska rekord två gånger, först till 2,34 meter och sedan (i Eberstadt) till 2,38 meter. Det senare hoppet innebar även att han slog Valeriy Seredas, Sovjetunionen, och Thränhardts europarekord från 1984 som var på 2,37 meter. Senare samma år förlorade han dock detta rekord till Rudolf Povarnitsyn, Sovjetunionen, som hoppade 2,40 meter. SM vann Sjöberg med ett hopp på 2,25 meter. |
| 1986 | SM vanns på 2,30 meter. |
| 1987 | Under inomhussäsongen återtog Sjöberg den 1 februari världsrekordet genom att slå västtysken Carlo Thränhardts 2,40 meter med ett hopp på 2,41 meter. (Thränhardt svarade dock med 2,42 meter året därpå.) Sjöberg vann guldet i inomhus-EM i Lievin 1987 på 2,38 meter. Även utomhus nådde han detta år sina högsta höjder då han under sommaren först förbättrade det svenska rekordet till 2,39 meter (i Göteborg den 27 juni) och tre dagar senare 2,42 meter (under DN-galan i Stockholm den 30 juni). Det innebar världsrekord. (Igor Paklin, Sovjetunionen, hade det gamla rekordet på 2,41 meter sedan 1985). Världsrekordet behöll han till september 1988 då Javier Sotomayor, Kuba, slog det. Noteringen gäller dock fortfarande som europarekord. Sjöberg vann detta år SM för sjunde gången i rad, denna gång på 2,18 meter. Detta år blev Sjöberg också världsmästare i VM i Rom 1987 med ett hopp på 2,38 meter (nytt mästerskapsrekord då). |
| 1988 | Under inomhussäsongen vann Sjöberg sitt andra SM-tecken inomhus, nu på 2,30 meter. Utomhus tog han OS-brons vid Olympiska sommarspelen 1988 i Seoul med ett hopp på 2,36 meter (Gennadij Avdejenko från Sovjetunionen vann på 2,38 meter). |
| 1989 | Sjöberg vann en sista gång SM i höjdhopp år 1989 (han missade SM 1988), denna gång på 2,23 meter. I inomhus-VM i Budapest tog Sjöberg brons med ett hopp på 2,35 meter. |
| 1991 | Vid VM i Tokyo kom han sjua på 2,31 meter. |
| 1992 | Sjöberg tog OS-silvret i Barcelona med ett hopp på 2,34 meter (samma höjd som vinnaren Javier Sotomayor från Kuba, som vann guldet på färre rivningar). |
| 1993 | Sjöberg vann sitt sista SM-tecken då han vann inomhus med ett hopp på 2,27 meter. I inomhus-VM i Toronto tog han silver med ett hopp på 2,39 meter (Javier Sotomayor vann på 2,41 meter). Vid VM i friidrott 1993 i Stuttgart blev Sjöberg utslagen i kvalet utan resultat. |
| 1995 | Vid VM i Göteborg i sin hemstad fick Sjöberg äran att bära flaggan för den svenska truppen vid invigningen på Ullevi. I mästerskapets höjdhoppstävling slutade Sjöberg på en sjätteplats. |
| 1996 | Sjöberg skulle tävla i OS i Atlanta, men slog upp en skada på träning några dar innan kvaltävlingen och kunde inte delta. Han vann i september samma år en GP-tävling i Milano. |
| 1997 | Sjöberg sträckte lårmuskeln i ett 100-meterslopp vid inspelningen av TV-programmet Superstars under sommaren och missade VM i Aten. |
| 1998 | Skadeproblem i bland annat ryggen gjorde att Sjöberg bara deltog i en enda tävling under året. |
| 1999 | I mars 1999 meddelade Sjöberg att karriären var över. |

## Efter den aktiva karriären
I början av 2000-talet flyttade Sjöberg till Brasilien där han arbetade med projekteringen av en golfbana och turistanläggning. Han var 2005–2013 gift med brasilianskan Renata Rodrigues Cardoso. I slutet av 2000-talet flyttade han tillbaka till Sverige och började läsa in gymnasiekompetens.
Efter en fest under friidrotts-EM i Göteborg i augusti 2006 blev Sjöberg gripen tillsammans med bland andra Sven Nylander och Patrik Lövgren efter att de tagit kokain. Sjöberg deltog i den andra säsongen av TV-programmet Mästarnas mästare i SVT.
I april 2011 publicerade Sjöberg sina memoarer med titeln Det du inte såg (ISBN 91-1-303430-8). I boken beskriver han hur tränaren och styvfadern Viljo Nousiainen under flera år under uppväxten utsatte honom för sexuella övergrepp.
Efter boken engagerade han sig i arbetet mot vuxna som utsätter barn för sexuella övergrepp. Han föreläste och var med och startade projektet "Idrottsbladet" inom ramen för företaget Tre ska bli noll, som tillsammans med Elaine Eksvärd bland annat verkar mot övergrepp på barn. Med idrottsbrevet låg fokus på idrottens barn- och ungdomsverksamhet om hur föreningar ska upptäcka och hantera oegentligheter, och han utsågs till hedersdoktor på Malmö Högskola  2018 för sina föreläsningar och kunnande.
I engagemanget har han också arbetat med bland annat World Childhood Foundation och Bris, men tyckte inte att organisationerna var tillräckligt krävande i sin lobbyverksamhet och engagerade sig därför även i privat regi på sitt Instagram- och Facebook-konto 2forty2. Först uppmärksammades ett fall där han namngav en förövare som undvek att inställa sig på en rättegång och därigenom försköt den så att preskriptionstiden hann gå ut. Eftersom han namngav förövaren utsattes denne för trakasserier och blev tvungen att gå under jorden. Sjöberg försvarade att han försatt mannen i den här situationen med att samhället skyddade mannen trots att denne själv försatt sig i situationen utan att någon tog hand om offret.
Därefter började han bland annat sälja kläder med budskap som "Kill your local pedohile" och "Inte ett barn till". Till sin hjälp hade han frivilliga som hjälpte till med administration och via kontot skapades ett litet nätverk som letade upp personer som ville träffa barn i sexuellt syfte. Det mynnade ut i webbsidan dumpen.se som består av samma nätverk där personer som vill träffa barn i sexuellt syfte söks upp och filmas utan att maskera förövarna. De har skaffat utgivarbevis för att visa seriositet och kunna agera under yttrandefrihetsgrundlagen.

## Privatliv
Sjöberg är son till posttjänstemannen Jan Sjöberg och fil. mag. Birgitta, född Thornberg. Han är 199 centimeter lång. Han tränades av friidrottstränaren Viljo Nousiainen, som också var hans styvfar, och tävlade för Örgryte IS.